# قلعه بهستان
قلعه بهستان یا کهن دژ در شهرستان ماه‌نشان در استان زنجان و در نزدیکی روستای بهستان و در کنار رود قزل اوزن جای گرفته‌است. دیرینگی این دژ به دوره مادها بازمی‌گردد. این دژ در تاریخ ۱۳۵۶/۰۷/۱۱ و با شماره ثبت ملی ۱۴۵۸ به نام قلعه بهستان در فهرست آثار ملی کشور به ثبت رسیده‌است. قلعه‌ای منحصر به فرد که متأسفانه به علت عدم توجه مسئولان میراث فرهنگی کشور و به‌ویژه استان در آستانه تخریب است. توجه به ساخت دیوارهای حائل در کنار رودخانه قزل‌اوزن برای حفاظت از قلعه بسیار ضروری است.
بنای نخستین این دژ منسوب به دوره ساسانی است اما در دوره اسلامی و سده‌های ۵ تا ۷ هجری مورد استفاده بوده‌است. بقایای دژ بهستان در فهرست آثار ملی به ثبت رسیده‌است.
سازندگان قلعه با در نظر داشتن طرح اولیه، اقدام به کندن کوه و تخلیه خاک‌ها و سنگ‌ها کرده‌اند و اتاق‌ها را به وجود آوردند و به هر تعدادی که به اتاق‌های آن اضافه شده راه‌های ارتباطی آن‌ها به مجموعه نیز به صورت دالان‌هایی افزوده شده‌است. برخی از مردم محلی این آثار را به دلیل شکل عجیبشان «دودکش جن» یا «تخت دیو» می‌نامند.

## مشخصات
شکل دودکش، در واقع نوعی سنگ قارچی‌شکل است که بر اثر فرسایش پدید آمده و به مناره‌ای بلند و نازک می‌ماند که سنگ دیگری روی آن قرار گرفته‌است و در اصطلاح زمین‌شناسی «دودکش پری» (Hoodoo) نامیده می‌شود. سازندگان قلعه با در نظر داشتن طرح اولیه، اقدام به کندن کوه و تخلیه خاک‌ها و سنگ‌ها کرده‌اند و اتاق‌ها را به وجود آوردند و به هر تعدادی که به اتاق‌های آن اضافه شده راه‌های ارتباطی آن‌ها به مجموعه نیز به صورت دالان‌هایی افزوده شده‌است. فضای کلی قلعه به سه دسته شامل اتاق‌ها، دالان‌ها و راه‌پله‌ها تقسیم می‌گردیده‌است که گاه دارای سقفی تیزه‌دار و دارای محل‌هایی به شکل مثلث یا مدور روی دیوارها برای قرار گرفتن پیه‌سوز بوده‌است. این دژ دارای راه‌پله‌های زیگ‌زاگی در ضلع‌های غربی و شرقی است که روزگاری از پایینی‌ترین قسمت ضلع شمالی آن شروع می‌شده و حالا جز ویرانه‌ای تحمیل شده بر هسته اصلی قلعه به چیز دیگری شبیه نیست و به دلیل فرسایش طبقات زیرین آن، تردد در این مسیر خطرناک و تقریباً ناممکن است. راه‌پله‌های ضلع شمال غربی قلعه به عنوان یکی از مناطق دست نخورده و سالم دژ بهستان است که بالای این پله‌ها، اتاقی به شکل طاق محراب‌های مسجد دوران اسلامی تزئین شده متعلق به دوره اسلامی وجود دارد و راه‌پله‌های زیاد با عرض یک متر نیز اقتباس از این سبک معماری است.
هم اکنون به دلیل تخریب زیاد تنها با عملیات کوهنوردی می‌توان بر بالای قلعه با تخته سنگ‌های عظیم مسطح آن رسید. قسمت بالای قلعه با گچ اندوده شده و داخل آن حوضی با ابعاد ۷ در ۳ متر و از جنس سنگ و ساروج قرار دارد که با استفاده از لوله‌های آب گلی نیم‌متری به اسم «گنگ» آب آن تأمین می‌شده‌است.

## تاریخچه
برخی، پیشینه این دژ را به زمان ماد نسبت می‌دهند. مادها از طریق مصب و کناره‌های رودخانه قزل اوزن وارد فلات ایران شدند و در روستاهایی همچون مادآباد در ۱۵ کیلومتری شهر ماه‌نشان مستقر شدند و وجود قلعه‌های دفاعی همچون «قلعه بهستان» در ۱۲ کیلومتری ماه‌نشان معماری زیبا و هنرمندانه‌ای را به نمایش گذاشته‌است. اما بر اساس پژوهش‌های باستان‌شناسی تاکنون، پیشینه این دژ به دوره هخامنشیان به اثبات رسیده‌است. این دژ در دوره پس از اسلام و تا قرن پنجم نیز پابرجا بوده و کاربرد داشته‌است.

## نامگذاری
نمای بیرونی قلعه به شکل دیواره‌ای از دودکش‌های به هم پیوسته و تعدادی دودکش جدا است که حفره‌های پایین قلعه، ظاهری مرموز بدان بخشیده است. برخی از مردم محلی این آثار را به دلیل شکل عجیبشان «دودکش جن» می‌نامند و برخی نیز این قلعه را تخت دیو می‌نامند زیرا معتقد بودند دیوها روی تخته سنگ‌های مسطح بالای ستون‌ها استراحت می‌کنند.

## نگارخانه

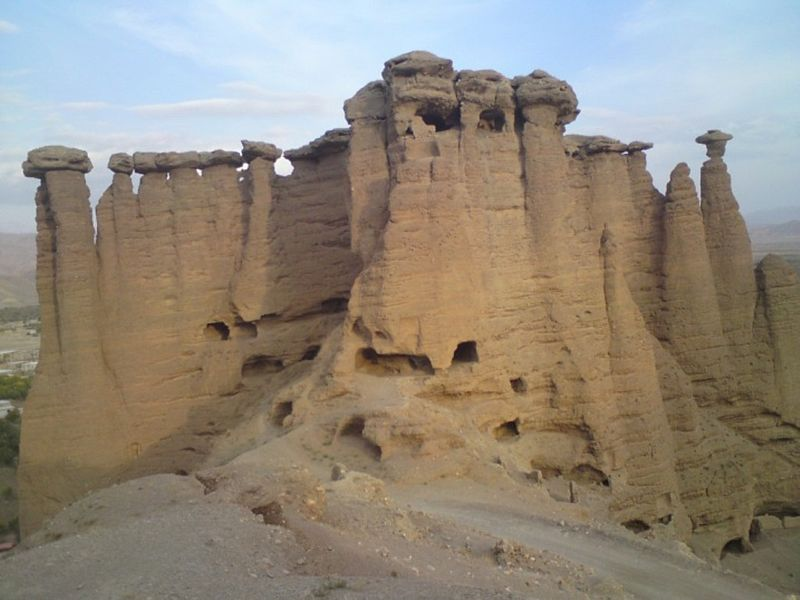
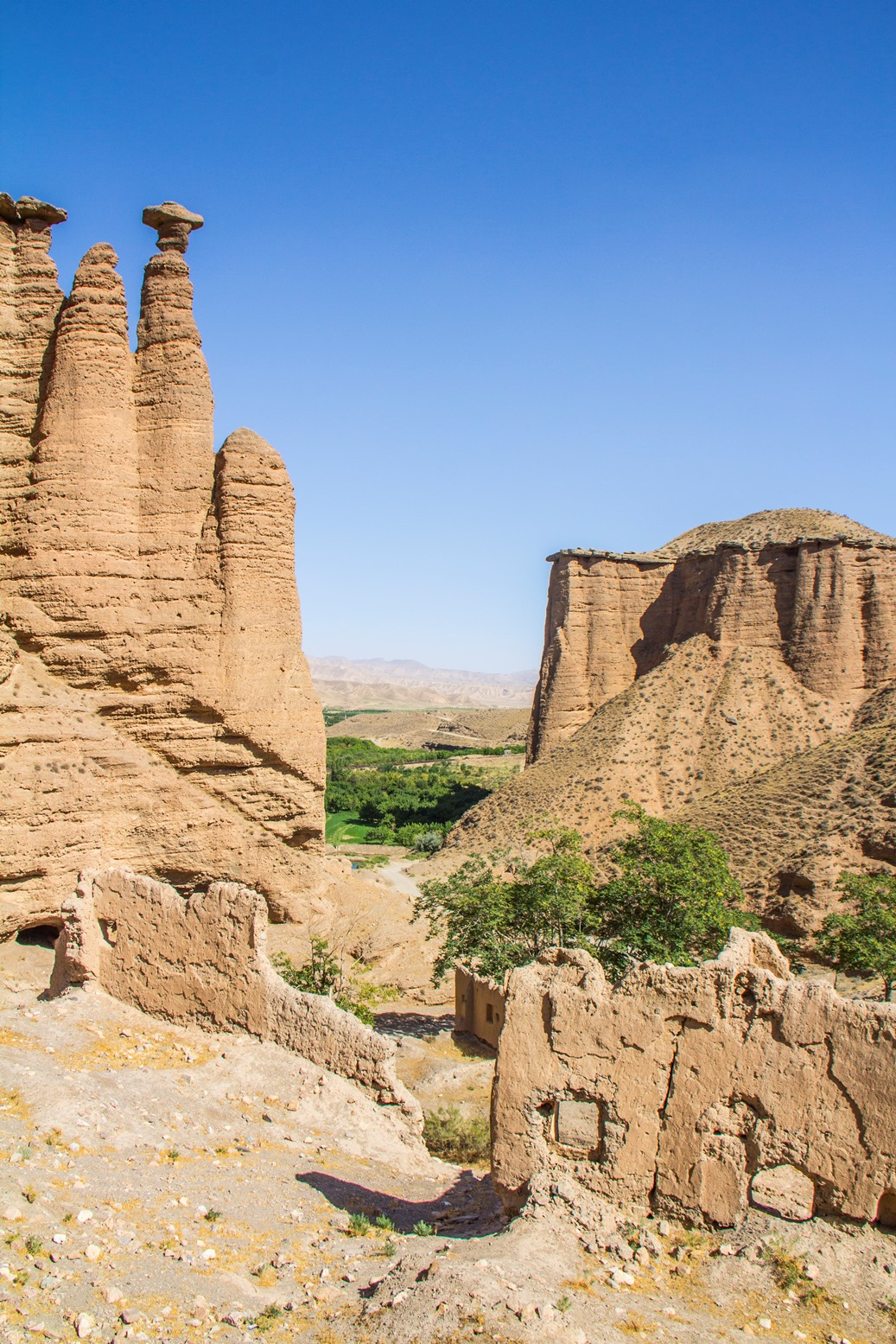
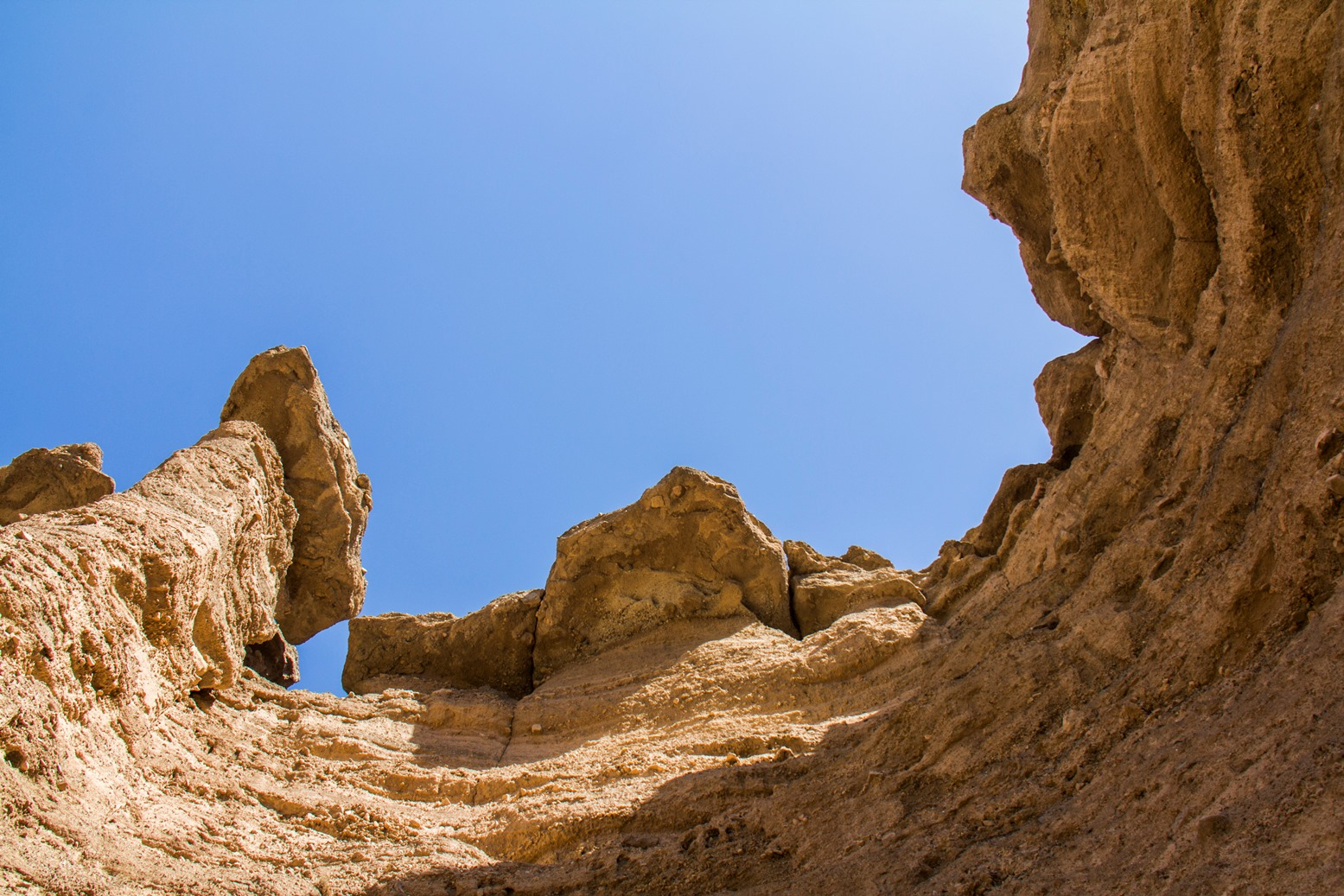